# Valle Basento - Ferrandina Scalo
Valle Basento - Ferrandina Scalo este o arie protejată (arie specială de conservare — SAC, sit de importanță comunitară — SCI, arie de protecție specială avifaunistică — SPA) din Italia întinsă pe o suprafață de 733 ha, integral pe uscat.

## Localizare
Centrul sitului Valle Basento - Ferrandina Scalo este situat la coordonatele 40°31′21″N 16°29′30″E / 40.5225°N 16.491667°E.

## Înființare
Situl Valle Basento - Ferrandina Scalo a fost declarat sit de importanță comunitară în septembrie 1995 pentru a proteja 47 de specii de animale. Alte tipuri de protecție:
- arie de protecție specială avifaunistică (în noiembrie 1998)[3]
- arie specială de conservare (în ianuarie 2017)[2][4][5]

## Biodiversitate
Situată în ecoregiunea mediteraneană, aria protejată conține 6 habitate naturale: Pseudostepă cu ierburi și specii anuale de Thero-Brachypodietea, Râuri mediteraneene cu debit permanent cu specii de Paspalo-Agrostidion și galerii riverane de Salix și de Populus alba, Tufărișuri termo-mediteraneene și de pre-deșert, Galerii și tufărișuri riverane sudice (Nerio-Tamaricetea și Securinegion tinctoriae), Tufărișuri halo-nitrofile (Pegano-Salsoletea), Râuri mediteraneene cu debit permanent și vegetație de Glaucium flavum.
La baza desemnării sitului se află mai multe specii protejate:
- păsări (41): fluierar de munte (Actitis hypoleucos), ciocârlie-de-câmp (Alauda arvensis), pescăruș albastru (Alcedo atthis), fâsă-de-câmp (Anthus campestris), lăstunul mare (Apus apus), stârc cenușiu (Ardea cinerea), stârc roșu (Ardea purpurea), șorecarul comun (Buteo buteo), ciocârlie-cu-degete-scurte (Calandrella brachydactyla), caprimulg (Caprimulgus europaeus), florinte (Chloris chloris), barză neagră (Ciconia nigra), șerpar (Circaetus gallicus), erete de stuf (Circus aeruginosus), erete cenușiu (Circus pygargus), porumbel (Columba livia), porumbel gulerat (Columba palumbus), corb (Corvus corax), pițigoi albastru (Cyanistes caeruleus), egretă mică (Egretta garzetta), presură sură (Emberiza calandra), Falco naumanni, vânturel roșu (Falco tinnunculus), cinteză (Fringilla coelebs), ciocârlan (Galerida cristata), găinușă de baltă (Gallinula chloropus), gaiță (Garrulus glandarius), rândunică (Hirundo rustica), sfrâncioc roșiatic (Lanius collurio), sfrânciocul cu frunte neagră (Lanius minor), prigoare (Merops apiaster), gaia neagră (Milvus migrans), gaia roșie (Milvus milvus), mierlă albastră (Monticola solitarius), stârc de noapte (Nycticorax nycticorax), grangur (Oriolus oriolus), pițigoi mare (Parus major), vrabie de câmp (Passer montanus), cristei de baltă (Rallus aquaticus), pițigoi-pungar (Remiz pendulinus), pupăză (Upupa epops)
- amfibieni (1): Salamandrina terdigitata
- mamifere (1): vidră de râu (Lutra lutra)
- pești (2): Alburnus albidus, Rutilus rubilio
- reptile (2): șarpele cu patru dungi (Elaphe quatuorlineata), țestoasa de baltă (Emys orbicularis)

Pe lângă speciile protejate, pe teritoriul sitului au mai fost identificate 30 de specii de plante, 3 specii de amfibieni, 3 specii de mamifere, 10 specii de nevertebrate, 4 specii de reptile.